# Jean de la Valette
Jean de Valette, detto Parisot (Parisot, 4 febbraio 1494 – Malta, 21 agosto 1568), è stato un condottiero e presbitero francese, 49° Gran Maestro dei Cavalieri Ospitalieri dell'Ordine di Malta, dal 21 agosto 1557 fino alla sua morte.
Nato in Occitania, entrò nell'Ordine dei Cavalieri Ospitalieri e combatté a Rodi contro i Turchi, dai quali venne fatto prigioniero e messo ai remi su una galea. Successivamente liberato, fece carriera fino a diventare Gran Maestro, la carica più alta dell'Ordine. Uomo di eccezionale energia, di lui si diceva che fosse capace "di governare un regno o di convertire un protestante".
Da Gran Maestro, La Valette fu protagonista dell'assedio di Malta del 1565, talvolta considerato uno dei più grandi assedi di tutti i tempi. Quando l'isola venne assalita da una grande flotta turca: egli organizzò e diresse la resistenza, imponendo la tattica della difesa a oltranza di tutti i capisaldi, e partecipò di persona a diversi combattimenti, nonostante avesse ormai settantun'anni. In questo modo, nonostante la gravissima inferiorità numerica, i cavalieri di Malta resistettero per ben quattro mesi: infine, il 6 settembre, quando ormai entrambi i contendenti erano stremati, una flotta di soccorso spagnola sbarcò e mise i Turchi in fuga.
Per ricompensarlo della vittoria, il Papa offrì a La Valette il titolo di cardinale, ma egli declinò l'offerta, ritenendo che il combattere fosse un'occupazione inadatta a un principe della Chiesa. Il re di Spagna Filippo II invece gli inviò in dono una spada preziosa, con una dedica incisa sulla lama.
La Valette iniziò quindi la ricostruzione dell'isola, semidistrutta dall'assedio, e fondò quella che divenne la nuova capitale di Malta, che in suo onore fu chiamata humilissima civitas Valettae ("l'umilissima città della Valletta"). Mentre dirigeva i lavori, nel 1568 venne colpito da un'insolazione che lo portò alla morte. Fu sepolto con tutti gli onori nella cattedrale di San Giovanni, dove il suo corpo si trova tuttora. Gli successe il Gran Maestro Pierre de Monte.

## Primi anni

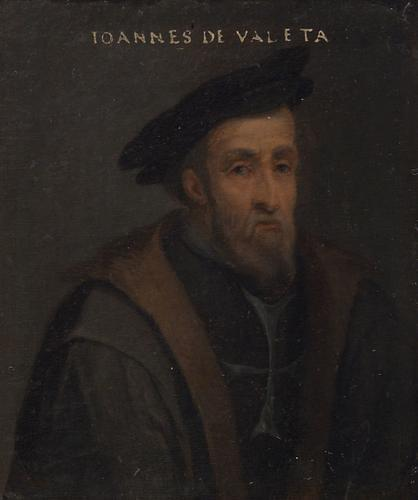
de Valette

Jean era nato nella nobile famiglia de la Valette a Quercy, nel sud-ovest della Francia, una famiglia importante in Francia da molte generazioni, con vari membri che avevano partecipato alle Crociate. Il nonno di Jean Parisot, Bernard de la Valette, era un cavaliere e un inserviente del re, e suo padre Guillot era un cavaliere di Francia. Jean Parisot era un lontano cugino (attraverso il loro comune antenato Almaric, Seigneur de Parisot) di Jean Louis de Nogaret de La Valette, primo duca di Épernon.
Sebbene il suo anno di nascita sia solitamente dato come 1494, entrambi i cronisti del Grande Assedio di Malta, Francisco Balbi di Correggio e Hipolito Sans, affermano che all'epoca aveva 67 anni, il che implica che fosse nato nel 1498. Nella sua storia dell'Ordine di San Giovanni, lo storico del XVIII secolo Abbe Vertot (la cui storia è in gran parte basata - ma spesso confonde - quella precedente di Giacomo Bosio) indica che Valette aveva effettivamente la stessa età di Solimano I e Kızılahmedli Mustafa Pasha (il comandante delle forze di terra ottomane), il che significherebbe che aveva 70 anni al momento dell'assedio.

## Carriera iniziale e crescita all'interno dell'Ordine

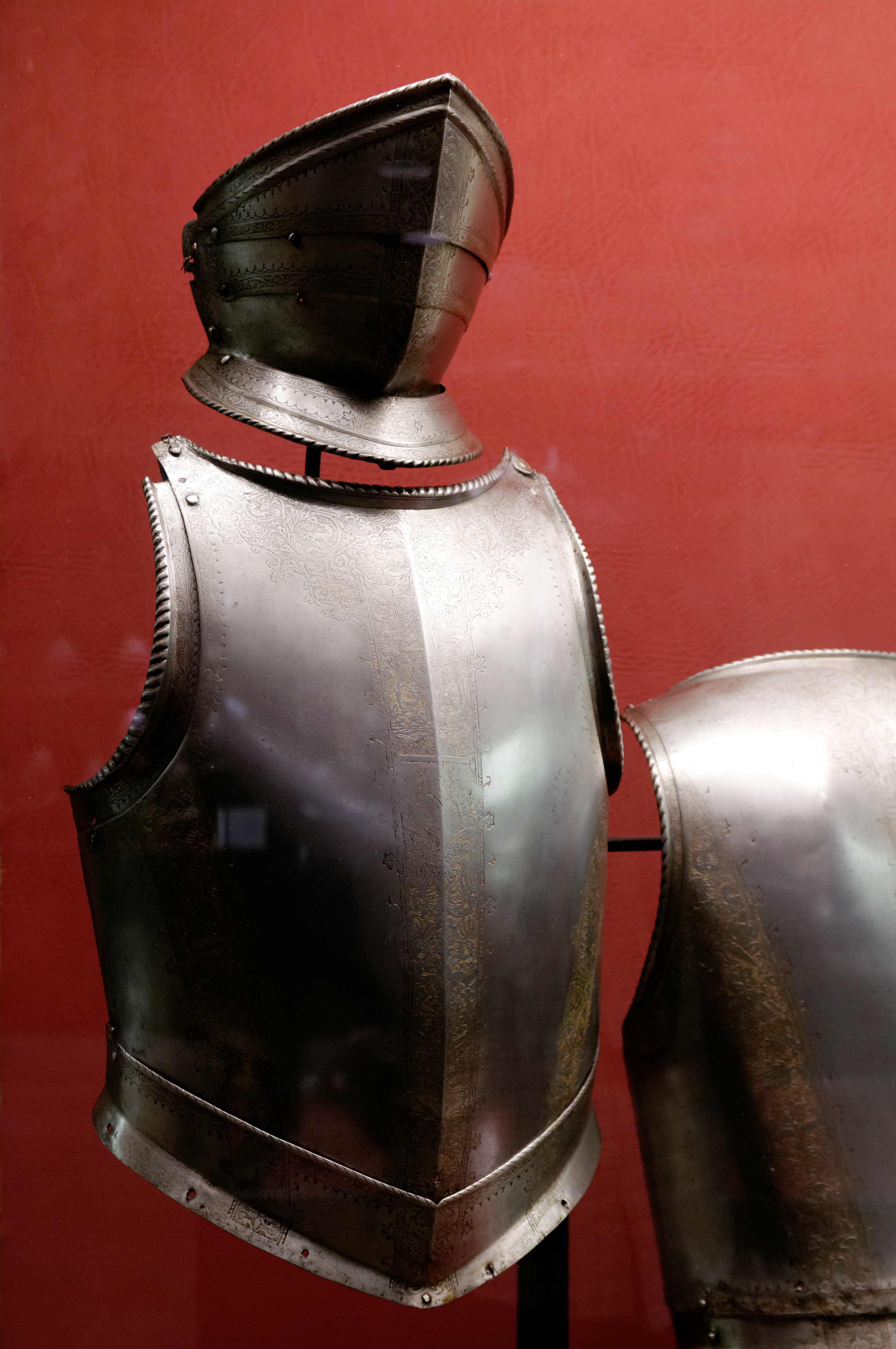
L'armatura di La Valette all'Armeria del Palazzo.

La Valette si unì all'Ordine all'età di 20 anni intorno al 1514, e da quel giorno non tornò più in Francia o nelle sue tenute di famiglia. Jean de La Valette era presente durante l'assedio di Rodi nel 1522, e accompagnò il Gran Maestro Philippe Villiers de L'Isle-Adam, dopo l'espulsione dell'Ordine da Rodi da parte dei turchi ottomani sotto il sultano Solimano il Magnifico.
Dopo la perdita di Rodi, l'imperatore Carlo V concesse all'ordine le isole maltesi e Tripoli. Nel 1537 La Valette divenne governatore di Tripoli, dove tentò di ristabilire l'ordine nella città. Nel 1538 fu incarcerato nella prigione di Gozo per quattro mesi dopo aver attaccato un uomo. Nel 1541 La Valette fu coinvolto in una battaglia navale contro Abd-ur-Rahman Kust Aly, in cui fu ferito e la sua galea, il San Giovanni, fu catturata. La Valette fu preso come schiavo di cambusa per un anno dai pirati barbareschi sotto il comando di Turgut Reis, ma fu successivamente liberato durante uno scambio di prigionieri.
Nel 1554 La Valette fu eletto capitano generale delle galee dell'Ordine, che fu un considerato un grande onore per la Langue di Provenza, cui La Valette afferiva, poiché per gran parte della storia dell'Ordine la posizione di Gran Ammiraglio era di solito ricoperta da Cavaliere della Langue italiana. Questo ruolo gli permise di acquisire una notevole notorietà tanto da esser rispettato al pari di Mathurin Romegas, che era uno dei più grandi comandanti marittimi cristiani dell'epoca. La Valette fu descritto da Abbe de Branthome come un "uomo di gran bell'aspetto, che parla fluentemente diverse lingue tra cui italiano, spagnolo, greco, arabo e turco".

## Gran Maestro

Stemma di La Valette come Gran Maestro

Nel 1557, alla morte del Gran Maestro Claude de la Sengle, i cavalieri, consapevoli dell'attacco che sarebbe sicuramente arrivato, elessero La Valette come Gran Maestro. Nel 1560 questi formò un'alleanza con l'Impero asburgico per riconquistare Tripoli, ma la spedizione provocò una sconfitta cristiana nella battaglia di Djerba. Nonostante ciò, le galee dell'Ordine furono in grado di salvare diverse altre navi cristiane, e più tardi durante il suo regno, La Valette rafforzò notevolmente la marina dell'Ordine.

### Grande assedio di Malta
La Valette organizzò la difesa di Malta, combatté durante l'assedio e respinse con successo i turchi al Grande assedio di Malta nel 1565. Durante l'assedio i cristiani superarono per oltre 3 mesi contro una forza ottomana di varie volte più numerosa, con non meno di 30.000 soldati, compresi i giannizzeri, nonché una flotta di circa 193 navi. La battaglia vide la caduta del Forte Sant'Elmo dopo circa un mese di aspri combattimenti, ma l'Ordine riuscì a resistere a Birgu e Senglea fino all'arrivo di una forza di soccorso. Gli ingegneri specializzati ottomani, da informatori locali e conducendo missioni di ricognizione, avevano inizialmente valutato che il Forte Sant'Elmo sarebbe caduta fra tre giorni.
Il comandante Le Sande, che era salpato dalla Sicilia con rinforzi, ordinò una carica generale dalle colline maltesi e attaccarono le forze ottomane fino a quando non salirono a bordo delle loro navi, indirizzarono la rotta verso Costantinopoli e lasciando l'assedio.
Durante i primi giorni dopo l'assedio un soldato maltese seduto attorno a un falò di notte iniziò a incorniciare le parole di una canzone che sarebbe poi diventata famosa nel Mediterraneo:
Malta d'oro, Malta d'argento, Malta di metalli preziosi,
Non ti prenderemo mai.
No, neanche se fossi dolce come una zucca,
Neanche se fossi protetto solo da una buccia di cipolla!
E dai suoi bastioni una voce rispose:
Sono colei che ha decimato le galee del turco -
E tutti i guerrieri di Costantinopoli e Galazia!
Come risultato della vittoria dell'Ordine, La Valette ottenne molto prestigio in Europa, ma declinò l'offerta di un cappello da cardinale per mantenere l'indipendenza dal papato. Ciò è stato attribuito al suo senso di modestia e alla sua umiltà come monaco guerriero.

## Costruzione della Valletta e morte
Dopo il grande assedio, nel 1566 de Valette commissionò la costruzione della nuova città, poi denominata Valletta, posando la prima pietra con le proprie mani. Ciò avvenne sul promontorio di Sciberras, dove il fiore dell'esercito turco era morto mentre cercava di prendere d'assalto il Forte Sant'Elmo, che i turchi pensavano sarebbe caduto entro tre o quattro giorni, ma che, a causa del coraggio dei difensori, venne tenuto per 30 giorni.
La città che prende il nome dal suo fondatore - Humilissima Civitas Vallettae - divenne nota come la fortezza più aristocratica ed esclusiva in Europa - una città più spesso chiamata "Superbissima" - la "Più orgogliosa". La Valletta rimane la capitale maltese fino ad oggi.
La Valette subì un ictus mentre pregava in una cappella e morì poco dopo il 21 agosto 1568, esattamente undici anni dopo essere diventato Gran Maestro. La Valletta non vide mai completata la città della Valletta. La sua tomba (a forma di sarcofago) si trova nella Cripta della chiesa conventuale dell'Ordine (oggi concattedrale di San Giovanni), situata all'interno delle mura della Valletta. L'iscrizione sulla sua tomba, che è stato composta dal suo segretario latino, Sir Oliver Starkey, l'ultimo cavaliere della Langue inglese al momento del Grande Assedio, afferma in latino:
Qui giace La Valette.
Degno di onore eterno,
Colui che una volta era il flagello dell'Africa e dell'Asia,
E lo scudo dell'Europa,
Da dove espulse i barbari con le sue armi sacre,
È il primo ad essere sepolto in questa amata città,
Di cui fu il fondatore.

## Vita privata
La Valette è stato indicato come uno che non ha mai infranto i suoi voti, ma è stato affermato che avesse una concubina mentre si trovava a Rodi, Catherine detta Greque (greca), e che avesse un figlio illegittimo da lei che si chiamava Barthélemy de La Valette. Prove documentali sono state trovate da Bonello che dimostrano che Barthélemy fu legittimato nel 1568 da un decreto del re Carlo IX di Francia.
È stato inoltre affermato che La Valette avesse almeno un'altra figlia, Isabella Guasconi, dopo una presunta relazione con la moglie di un nobile rhodiota di origine fiorentina. Isabella in seguito sposò il gentiluomo fiorentino Stefano Buonaccorsi, ma costui la uccise il 31 luglio 1568, qualche tempo dopo il loro matrimonio. Dopo l'omicidio, Buonaccorsi fuggì dalle isole con la ricchezza di Isabella e non se ne seppe più nulla.

## Eredità

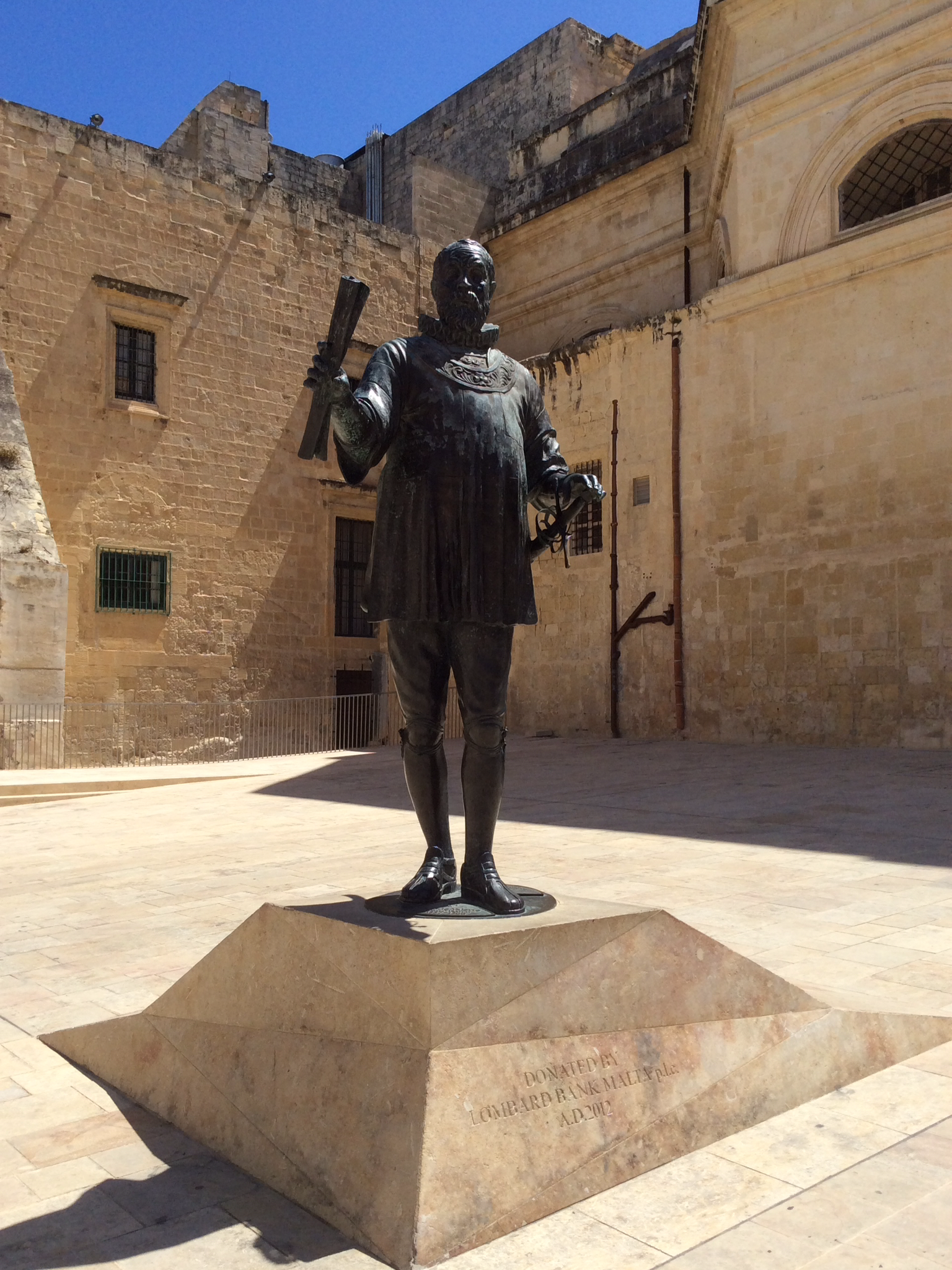
Pjazza Jean de Valette, La Valletta.

La Valette è noto per essere il Gran Maestro che vinse il Grande Assedio e fondò La Valletta. Una strada nella città di Naxxar e la nave maestra della Virtu Ferries M/V Jean de La Valette prendono entrambi il nome da lui. La Valette è stata anche illustrato più volte su francobolli, monete, banconote e carte telefoniche maltesi.

### Piazza Jean de Valette
Nel 2012, alla Valletta è stata inaugurata una piazza chiamata Pjazza Jean de La Valette che presenta anche una statua del Gran Maestro. La statua è alta 2,5 m ed è stata fusa in bronzo dallo scultore locale Joseph Chetcuti. Nella statua La Valette è raffigurato in armatura mentre tiene in una mano il piano della Valletta e nell'altra una spada.

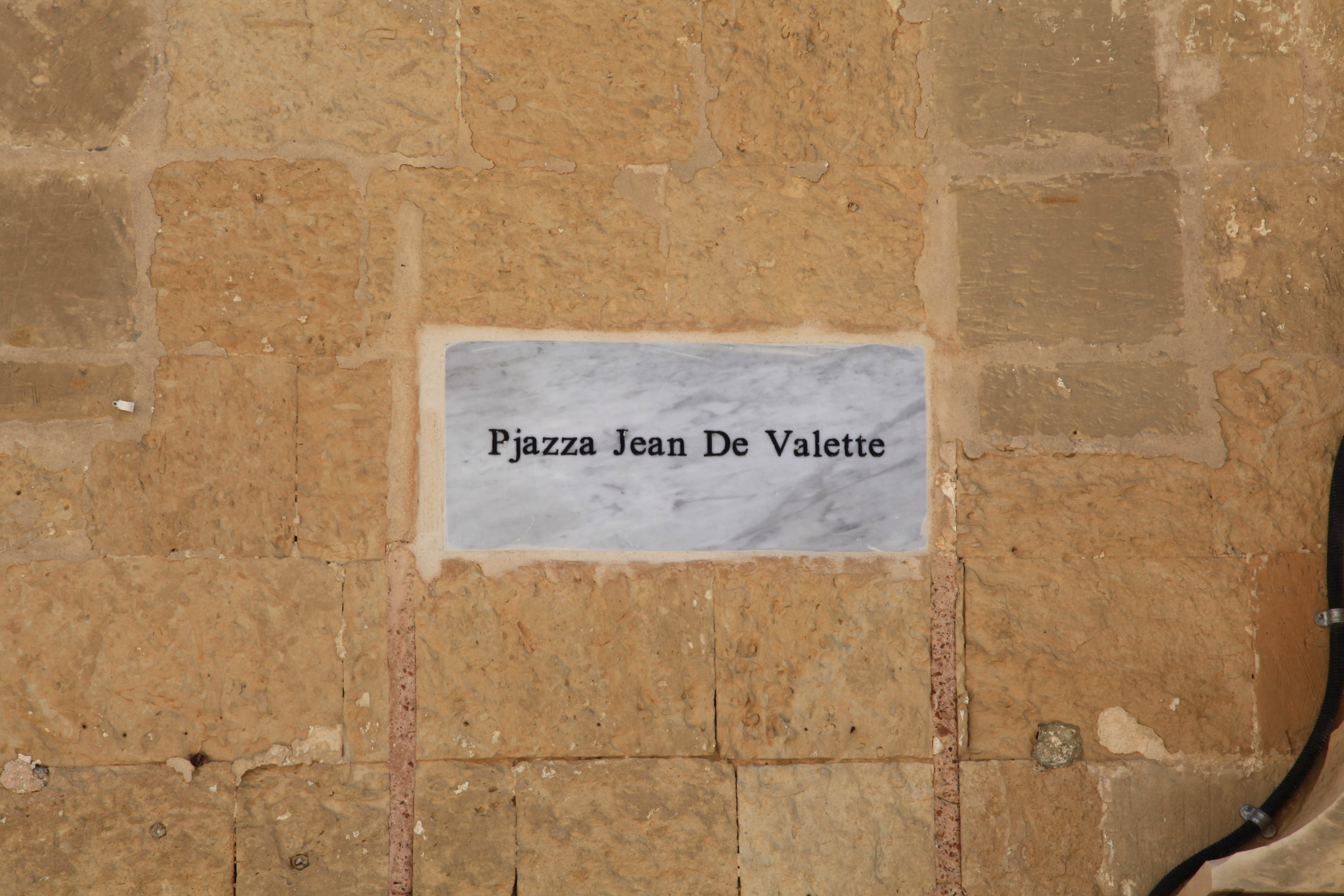
La nuova piazza a La Valletta, che prende il nome dal Gran Maestro, usa il nome de Valette invece di de La Valette

Per molti anni, la versione ampiamente accettata del cognome del Gran Maestro fu de La Valette . Tuttavia, durante la presentazione della statua a Pjazza Jean de Valette nel novembre 2012, il giudice e storico Giovanni Bonello ha dichiarato che il Gran Maestro ha sempre firmato il suo nome come de Valette senza La. Una settimana dopo, Désireé von la Valette Saint Georges, discendente del Gran Maestro, dichiarò che il cognome era de la Valette non de Valette e da allora è iniziata una disputa su quale fosse il suo vero nome.
I membri dei vari rami della famiglia Valette in quel momento usavano entrambe le versioni, ma lo stesso Gran Maestro non usò mai La.  In effetti, tutte le 138 monete e 19 medaglie emesse dall'Ordine durante il regno di de Valette mostrano i nomi de Valette, de Valetta o solo Valette. Bonello ha inoltre affermato che il La potrebbe aver avuto origine poiché la nuova città era comunemente chiamata La Valletta, quindi la gente iniziò a includere il La e talvolta la doppia L anche nel nome del Gran Maestro.
Nel 1539, quando de Vallette aveva circa 45 anni e già a Malta, Francesco I, vedendo l'ampia disparità linguistica nell'uso di varie lingue romanze e germaniche in Francia, emanò l'ordinanza di Villers-Cotterêts che prescriveva l'uso del francese standard, principalmente come parlato nella Francia settentrionale e nell'area di Parigi dove prevalgono le lingue d'oui .
Il nome de Valette è ora usato a Malta, anche se molti lo chiamano ancora de La Valette a causa della memoria collettiva. Il successore dell'Ordine, il Sovrano Militare Ordine di Malta, chiama il Gran Maestro Fra' Jean de La Vallette-Parisot .

## In letteratura
A causa del suo ruolo chiave nella difesa di Malta durante l'assedio del 1565, de Valette è apparso come personaggio principale e di supporto in diverse opere letterarie:
- Angels in Iron è un romanzo pseudo-storico del 1997 di Nicholas Prata; De Valette è il personaggio principale.[16]
- Ironfire: An Epic Novel of War and Love è un romanzo d'avventura del 2005 di David Ball . De Valette è un personaggio secondario.[17]
- The Religion: A Novel (2007) – di Tim Willocks De Valette è un personaggio secondario.
- The Course of Fortune (2015) – di Tony Rothman de Valette è un personaggio secondario, con il cognome de Valette e interpretato secondo recenti testimonianze storiche.
- Eight Pointed Cross è un'epopea storica del 2011 di Marthese Fenech. Valette è un personaggio secondario.
- Il Grande Assedio è un resoconto storico del 1961 sull'assedio del 1565, tratto da documenti storici.
- Πανάκεια (2008) / Panacea, un romanzo d'avventura greco di Παναγιώτης Κονιδάρης. De Valette è un personaggio secondario.